# ان‌جی‌سی ۲۴۷
ان‌جی‌سی ۲۴۷ (انگلیسی: NGC 247) یا کالدول ۶۲ یک کهکشان مارپیچی با فاصله ۱۱.۱ میلیون سال نوری در صورت صورت فلکی نهنگ است. این کهکشان بخشی از گروه سنگ‌تراش است و ۷۰٬۰۰۰ سال نوری قطر دارد.
ان‌جی‌سی ۲۴۷ خلا نامعمولی روی دیسکش دارد، این خلا تعدادی ستاره قدیمی دارد ولی ستاره جدیدتری در آن پیدا نمی‌شود.